# Chi Liễu
Chi Liễu (danh pháp khoa học: Salix) là một chi của khoảng 350-450 loài cây thân gỗ và cây bụi với lá sớm rụng, chủ yếu sinh sống trong các vùng đất ẩm của các khu vực ôn đới và hàn đới thuộc Bắc bán cầu. Một số loài cây bụi và cây thân gỗ nhỏ được gọi chung là liễu bụi hay liễu gai. Một số loài liễu, cụ thể là các loài sinh sống cận Bắc cực và vùng có khí hậu núi cao, có kích thước rất nhỏ; như liễu lùn (Salix herbacea) ít khi cao quá 6 cm, mặc dù nó lan rộng trên mặt đất.
Các loài liễu rất dễ lai ghép với nhau và hàng loạt các giống lai ghép đang hiện hữu, trong cả tự nhiên lẫn gieo trồng. Một ví dụ đáng chú ý là liễu rủ (Salix × sepulcralis), được trồng khá phổ biến để làm cây cảnh, là giống cây lai ghép giữa thùy liễu ở Trung Quốc với liễu trắng tại châu Âu.

## Miêu tả
Tất cả các loài liễu đều có dịch nhiều nước, vỏ cây có vảy nhăn chứa nhiều acid alycilic, gỗ mềm, dai nhưng dễ uốn, các cành mảnh dẻ và các rễ lớn thớ thường với thân bò. Các rễ này đáng chú ý vì kích thước, độ dai và sống dai.
Các lá nói chung thuôn dài nhưng cũng có thể tròn hay hình ô van, thường có mép lá với khía răng cưa. Tất cả các chồi đều là dạng chồi bên; không có chồi đỉnh. Chúng được bao phủ bằng một vảy bắc, bao quanh tại phần đế của nó 2 chồi nhỏ mọc đối, so le với 2 lá nhỏ chóng rụng mọc đối, tương tự như vảy bắc. Các lá mọc so le, ngoại trừ cặp lá đầu tiên rụng khi dài khoảng 2–3 cm (1 inch). Chúng là dạng lá đơn, gân lá lông chim, thông thường hình mũi mác thẳng. Thường chúng có khía răng cưa, thuôn tròn tại phần đế và nhọn đỉnh. Về màu lá, tùy theo loài mà lá có các sắc thái khác nhau của màu xanh lục, dao động trong khoảng từ vàng tới xanh lam.
Cuống lá ngắn, các lá kèm rất dễ thấy, trông tương tự như như các lá nhỏ và tròn, đôi khi tồn tại đến giữa mùa hè. Tuy nhiên, ở một số loài thì chúng lại nhỏ, sớm rụng và không dễ thấy.

### Hoa
Các loài liễu là đơn tính khác gốc với hoa đực và hoa cái xuất hiện dưới dạng hoa đuôi sóc trên các cây khác nhau; các hoa đuôi sóc này xuất hiện vào đầu mùa xuân, thường trước khi ra lá hoặc cùng với các lá đầu tiên.
Các hoa đực không có đài hay tràng hoa; chúng chỉ bao gồm các nhị, với số lượng từ 2 tới 10, được kèm theo là tuyến mật hoa và gài vào phần đế của vảy bắc sinh ra trên trục của cành hoa rủ xuống (hoa đuôi sóc). Vảy bắc này hình ôvan, liền và nhiều lông tơ. Các bao phấn màu hồng khi ở dạng chồi nhưng có màu vàng cam hay tía sau khi hoa nở, chúng là dạng 2 ngăn và các ngăn mở theo chiều dọc. Các chỉ nhị tương tự như sợi chỉ, thường có màu vàng nhạt và nhiều lông tơ.
Các hoa cái cũng không có đài hay tràng hoa; chỉ bao gồm 1 bầu nhụy được kèm theo một tuyến dẹt và nhỏ, gài vào phần đế của vảy bắc cũng sinh ra trên trục của hoa đuôi sóc. Bầu nhụy là dạng một ngăn, vòi nhụy 2 thùy, nhiều noãn.

### Quả
Quả liễu là dạng quả nang nhỏ chứa nhiều hạt nhỏ (kích thước cỡ 0,1 mm) gắn vào lông tơ màu trắng để hỗ trợ việc phát tán hạt. Quả là dạng một ngăn, với 2 mảnh vỏ, hình trụ, khoằm, chứa nhiều hạt nhỏ gắn với các lông tơ nhỏ màu trắng, dài như lụa.

## Gieo trồng
Gần như tất cả các loài liễu rất dễ đâm rễ từ các cành chiết hay khi cành gãy nằm trên đất ẩm. Chỉ có một ít ngoại lệ, như liễu hoa vàng và liễu lá đào. Một ví dụ nổi tiếng về tính dễ trồng của liễu từ cách chiết là câu chuyện về nhà thơ Alexander Pope, người đã xin một cành con từ gói hàng được đai gói bằng các cành liễu nhỏ gửi từ Tây Ban Nha tới Lady Suffolk. Cành nhỏ này được trồng và phát triển tốt, người ta đồn rằng tất cả các cây liễu rủ tại Anh là hậu duệ của cây này .
Liễu nói chung được trồng trên bờ sông suối nhằm mục đích cho các chùm rễ xoắn lại với nhau của chúng bảo vệ cho bờ sông (suối) không bị nước làm xói mòn.

## Vấn đề sinh thái
Các loài liễu bị ấu trùng của một số loài côn trùng cánh vẩy (Lepidoptera) phá hại - xem Danh sách các loài côn trùng cánh vẩy phá hại liễu.
Một lượng lớn các loài liễu đã được trồng tại Australia trong quá khứ, như là biện pháp chống xói mòn dọc theo các nguồn nước. Nhưng hiện nay, chúng bị coi là các loài xâm hại và nhiều cơ quan có thẩm quyền quản lý lưu vực đang phải tiến hành công việc loại bỏ chúng bằng các loài cây bản địa .. .

## Sử dụng

### Y học
Lá và vỏ thân cây liễu đã được đề cập tới trong các tài liệu cổ đại ở Assyria, Sumer và Ai Cập như là phương thuốc điều trị các cơn đau nhức và sốt, và thầy thuốc Hy Lạp là Hippocrates đã viết về các tính chất y học của nó vào thế kỷ 5 TCN. Thổ dân châu Mỹ trong khắp cả châu lục này dựa vào nó như là yếu tố chính trong các điều trị y học của họ.
Năm 1763, các tính chất y học của nó đã được Reverend Edward Stone ở Anh theo dõi. Ông thông báo cho Hiệp hội Hoàng gia (Royal Society) để công bố các kết quả nghiên cứu của mình. Thành phần hoạt hóa của vỏ cây, gọi là salicin, đã được Henri Leroux, một dược sĩ người Pháp và Raffaele Piria, một nhà hóa học người Italia, cô lập thành dạng kết tinh của nó năm 1828. Raffaele Piria cũng là người đã thành công trong việc tách axít này thành dạng nguyên chất của nó. Salicin có tính chất của một axít khi bão hòa trong nước (pH = 2,4), và được gọi là axít salicylic vì lý do này.
Năm 1897, Felix Hoffmann tạo ra salicin tổng hợp (trong trường hợp của ông là tách ra từ các loài Spiraea trong họ Hoa hồng), ít gây rối loạn tiêu hóa hơn so với axít salicylic tinh chất. Loại thuốc mới, về mặt chính thức là axít axetylsalicylic, được công ty thuê mướn Hoffmann là Bayer AG (Đức) đặt tên thương phẩm là aspirin. Nó là một loại thuốc trong một lớp thuốc có tầm quan trọng lớn, được biết đến như là các thuốc kháng viêm không steroit (NSAIDs - non-steroidal anti-inflammatory drugs).

### Khác
Trong vai trò của một loại thực vật, liễu được sử dụng trong trồng rừng, lọc sinh học, tạo ra các vùng đầm lầy nhân tạo cho các hệ thống xử lý nước thải sinh thái, hàng rào, cải tạo và phục hồi đất, cảnh quan, kiểm soát xói mòn đất, hàng cây chắn gió và chắn lũ, tạo môi trường sống cho động vật hoang dã v.v.
Nó cũng là một nguồn năng lượng như than củi hay trong lâm nghiệp năng lượng chẳng hạn như dự án sinh khối liễu. Ngoài ra nó còn là nguồn cung cấp gỗ và các sản phẩm từ gỗ.
Liễu cũng là một phần trong bốn loài được sử dụng trong lễ hội Sukkot của người Do Thái.

## Trong văn hóa
Liễu là đề tài nổi tiếng trong nhiều nền văn hóa Á Đông. Nó xuất hiện nhiều trong thơ ca của người Triều Tiên. Kisaeng (기생) Hongrang sống vào giữa thời Triều Tiên (1392-1910) đã viết: giống như cây liễu em sẽ là cây liễu bên cạnh giường của anh. Hongrang viết bài thơ này về cây liễu trong mưa buổi chiều để tặng cho bạn tình cách biệt của bà.

Trong truyện Kiều, Nguyễn Du cũng đã từng 21 lần nhắc đến liễu.
Trong Phật Giáo, Quan Âm cầm cành Dương Liễu.

## Hình ảnh

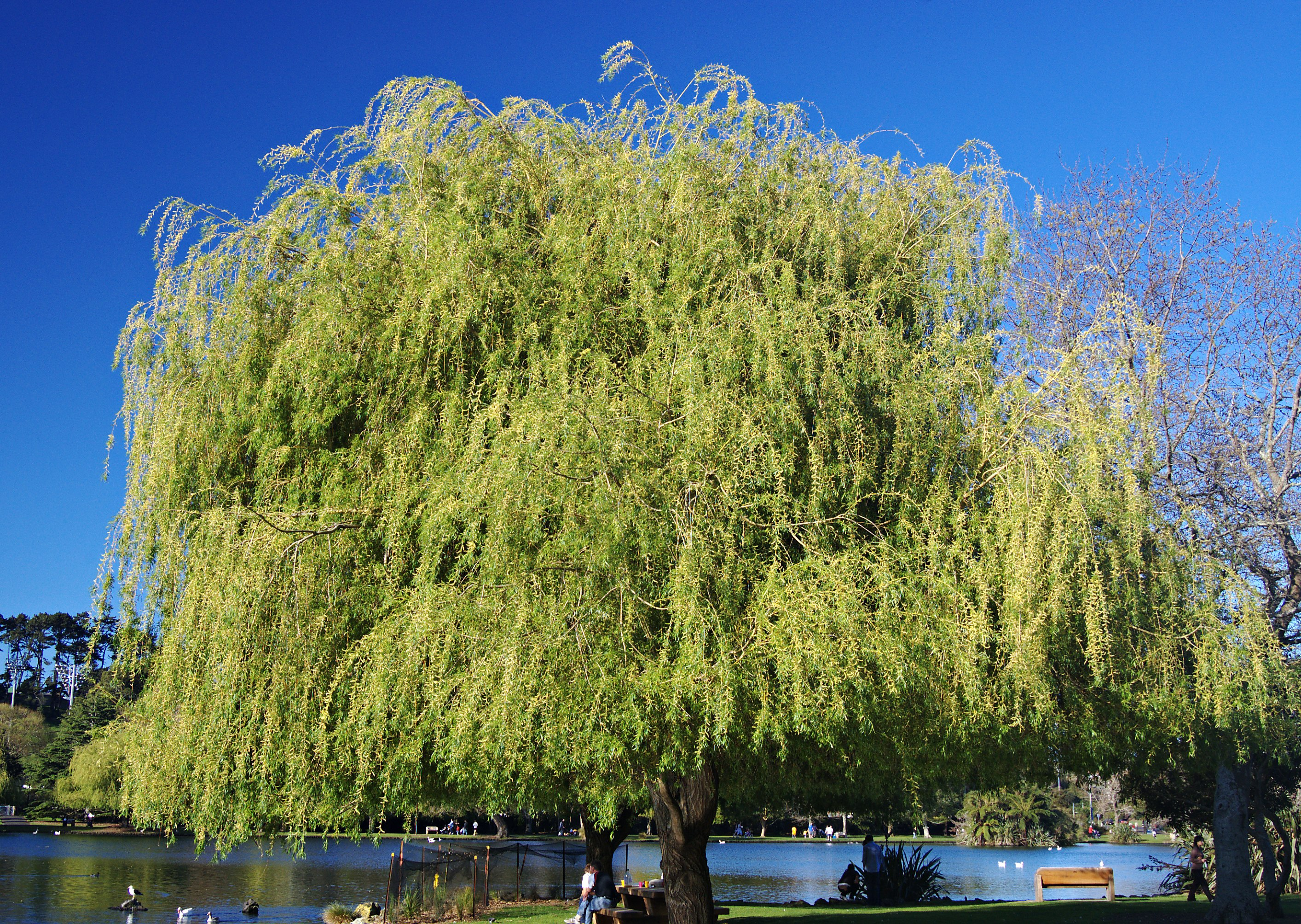
Liễu rủ tại Auckland, New Zealand
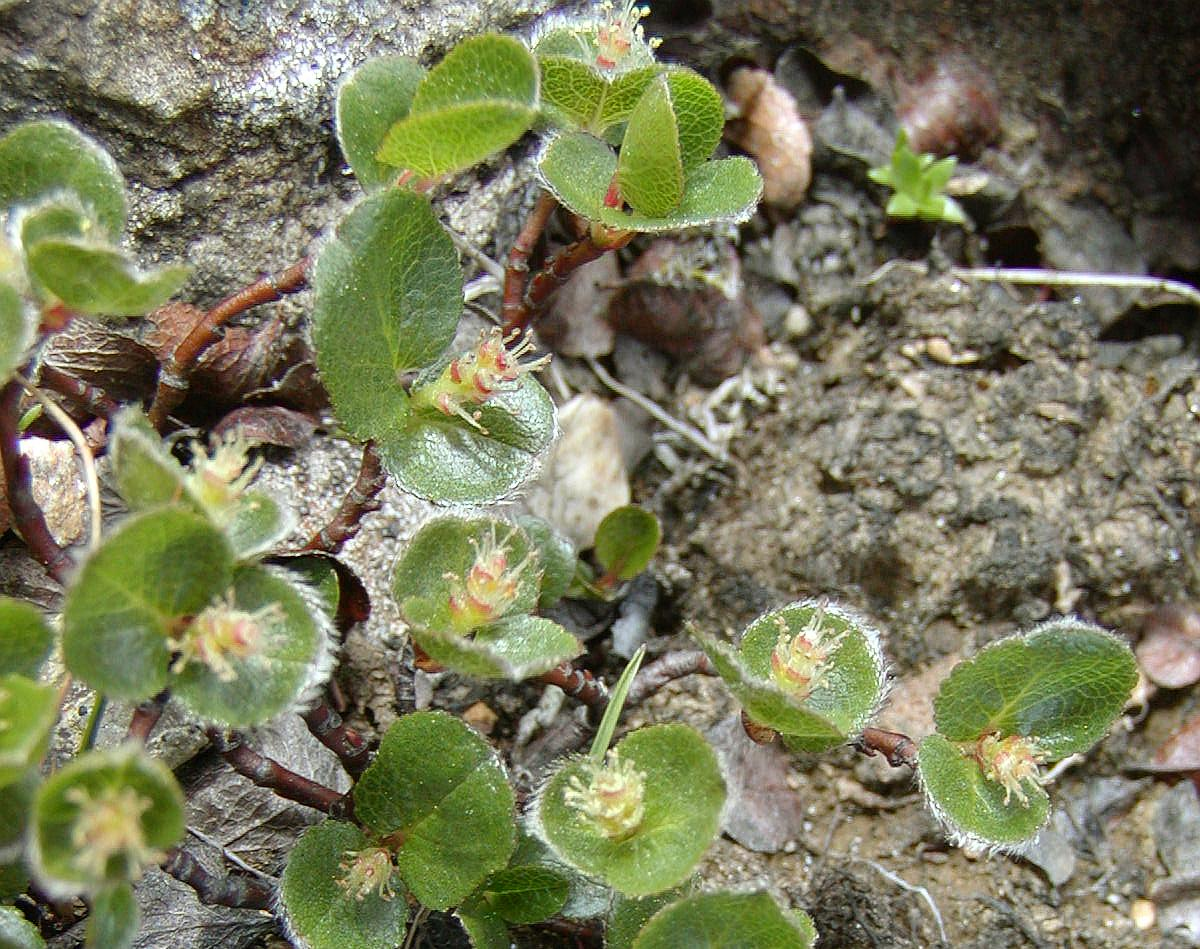
Salix herbacea, liễu lùn, Thụy Điển
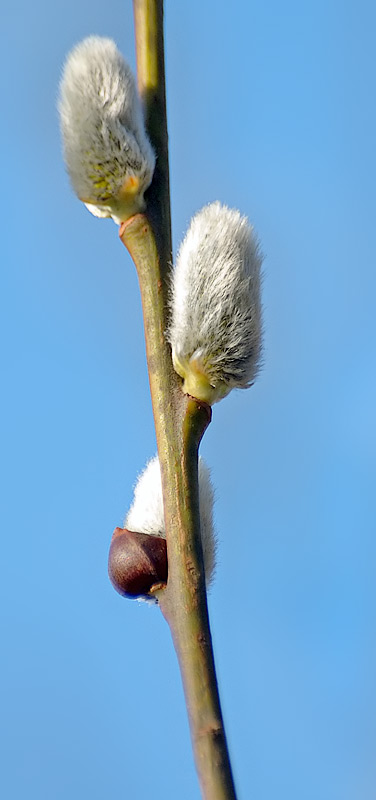
Hoa đuôi sóc (Salix discolor)
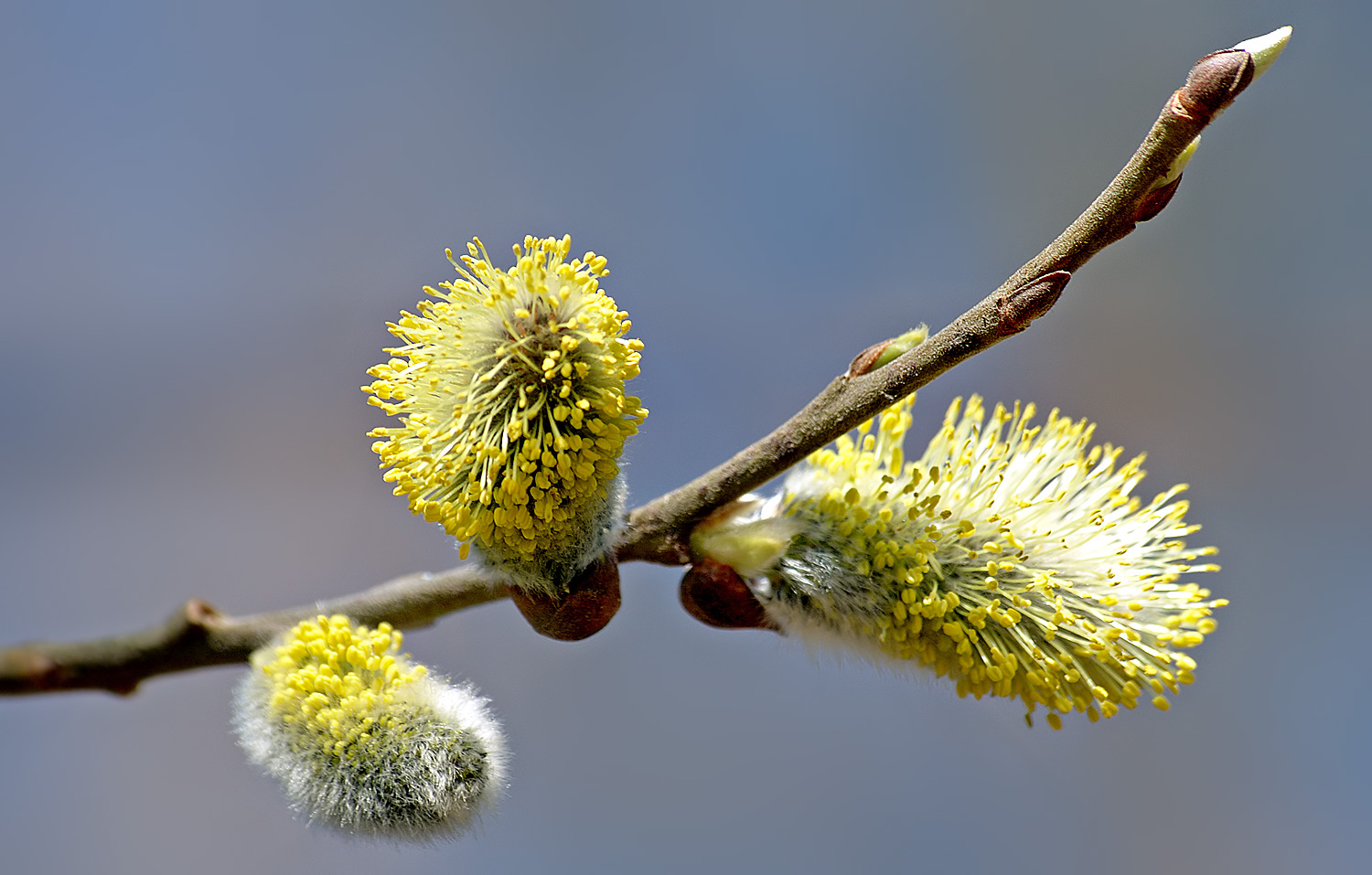
Hoa đuôi sóc (Salix caprea)
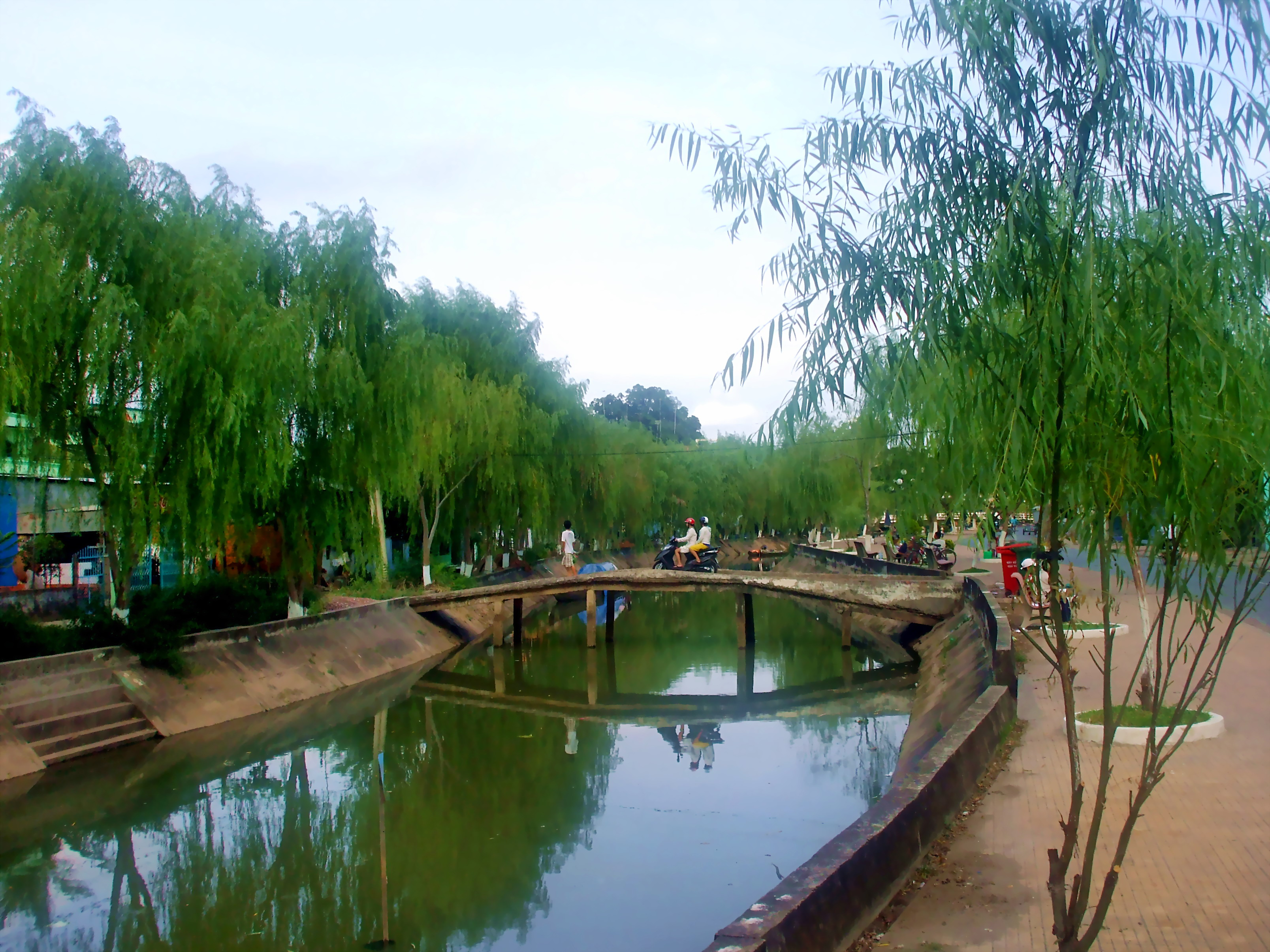
Liễu được trồng làm cảnh ở Sa Đéc.